# Bunium longipes
Bunium longipes là một loài thực vật có hoa trong họ Hoa tán. Loài này được Freyn mô tả khoa học đầu tiên năm 1906.